# 美瑛町農業協同組合
美瑛町農業協同組合（びえいちょうのうぎょうきょうどうくみあい、英称：JA Biei ）は、北海道上川郡美瑛町に本所をおく農業協同組合である。略称はJAびえい。設立は1948年。

## 概要
農畜産物の集荷、加工、販売や、生産者の農畜産物生産に必要な機械・肥料などの生産諸資材、生産技術、情報を提供することを目的として、組織された農業協同組合である。2006年度の農産物取扱高は約120億円。子会社に株式会社グリーン企画、株式会社美瑛選果を持つ。
美瑛町内に見られるホクレンマークのガソリンスタンド（2箇所）はJAびえいの直営である。また、近年は農畜産物のブランド化に力を注いでおり、2007年5月にJAびえいが扱う農産物のショールームの役割を持つ、「美味しさの本格プロジェクト」として美瑛選果をオープン。美味しい農産物を美味しい時期に提供する「選果市場」、美味しく加工してテイクアウトして頂ける「選果工房」、美瑛のいまの畑の姿を一番美味しい調理法で提供する「野菜レストラン」と、3つのスタイルで「産地提案型の美味しさ」を追求している。
なお、「野菜レストラン」と「選果工房」を担うのは、全国の食通に名高い「マッカリーナ」や「モリエール」、札幌モエレ沼公園のレストラン等を運営する中道博シェフ率いる「料理人チーム」となっている。
また、日本国内でも珍しいフリーズドライの技術を用いた直営の農畜産物加工施設を持つ。

## 管轄
- 北海道上川郡美瑛町

## 事業内容
- 営農指導事業
- 販売事業
- 購買事業
- 信用事業（JAバンク）
- 共済事業（JA共済）

## 主要施設一覧

### 本所
- 農業センター
  - 企画室・総務部・金融共済部・営農部･経済対策室・畜産部が配置され農業政策・営農指導・畜産物の販売事業が行われている。

### 事務所・店舗
- 金融店舗
- 生産資材資材事務所兼グリーンセンター
- 大町合同事務所
- JAびえいアグリパーク美瑛選果
- 農畜産物処理加工施設
- オートサービスセンター
- 研修センター

## 沿革
- 1948年 美瑛町農業協同組合が設立。
- 1960年 ガソリンスタンド第一号店を開設。
- 1968年 美瑛町内にあった旭農協、五稜開拓農協と合併。
- 1972年 全国優秀組合としてJA全中より表彰される
- 1987年 美瑛町内にあった美瑛開拓農協と合併。これにより美瑛町内の農協が一組合に集約。
- 1990年 農畜産物処理加工施設を開設。
- 1992年 愛称をJAびえいに。
- 1993年 農産物直売センター（現配送センター）を開店。
- 2005年 ガソリンスタンドホクレンセルフ大町給油所開設。
- 2007年 JAびえいアグリパーク美瑛選果が開店。
- 2010年6月 JAびえいスタッフブログを開設。
- 2010年6月 フリーペーパー「bea+」ビープラスの創刊。
- 2011年7月 新千歳空港国内線ターミナルビルに美瑛選果新千歳空港店が開店。

## 主な農産物
| - 米 - 豆類 - ジャガイモ - トマト | - アスパラガス - スイートコーン - メロン - ユリ根 | - カボチャ - ホウレンソウ - ニンジン - キャベツ | - 軟白長ネギ - ムギ類 - テンサイ（ビート） - 畜産 |